# Coccocypselum geophiloides
Coccocypselum geophiloides là một loài thực vật có hoa trong họ Thiến thảo. Loài này được Wawra mô tả khoa học đầu tiên năm 1881.